# Hütte Hammer
Die Hütte Hammer ist eine Schutzhütte der Sektion München des Deutschen Alpenvereins (DAV). Sie liegt im Landkreis Miesbach bei Fischbachau in Deutschland. Es handelt sich um eine Selbstversorgerhütte ohne Bewirtschaftung.

## Lage
Die Hütte liegt auf einer Höhe von 750 m ü. NHN und steht im Leitzachtal bei Fischbachau.

## Zugänge
Ein Parkplatz existiert direkt am Haus.

## Nachbarhütten
- Haus Hammer, Selbstversorgerhütte (750 m) (steht neben Hütte Hammer)
- Jägerbauernalm Alpe (1541 m)
- Aiblinger Hütte, Selbstversorgerhütte (1311 m)
- Taubensteinhaus, bewirtschaftet (1567 m)
- Schönfeldhütte, bewirtschaftet (1410 m)
- Siglhütte, Selbstversorgerhütte (1353 m)
- Benzingalm Alpe, (1345 m)[2]

## Touren
- Übergang von der Albert-Link-Hütte zum Taubensteinhaus, 4,3 km, 2.5 Std.
- Die Drei-Seen-Tour – Eine gemütliche Hüttenwanderung in den Schlierseer Bergen, 47,2 km, 18 Std.[3]

## Gipfel
- Von Birkenstein auf den Wendelstein, 13,6 km, 7 Std.
- Zur Brecherspitz, 14,7 km, 7:15 Std.
- Auf den Wendelstein über den König-Maximilian-Weg, 12,2 km, 6:15 Std.
- Larcher Alm auf den Wendelstein, 10,3 km, 4 Std.[4]

## Karten
- BY 16 "Mangfallgebirge Ost – Wendelstein, Großer Traithen", mit Wegmarkierung und Skirouten 1:25.000; ISBN 978-3937530222
- BY 13 "Mangfallgebirge Mitte – Spitzingsee, Rotwand". ISBN 978-3937530642
- KOMPASS Wanderkarte Bayrischzell, Schliersee, Fischbachau, Oberaudorf: 3in1 Wanderkarte 1:25.000 mit Aktiv Guide inklusive Karte zur offline Verwendung ... Skitouren, ISBN 978-3990447208